# Capronia juniperina
Capronia juniperina är en lavart som först beskrevs av Kerstin Holm och Lennart Holm och som fick sitt nu gällande namn av Ove Erik Eriksson. 
Capronia juniperina ingår i släktet Capronia och familjen Herpotrichiellaceae. Arten är reproducerande i Sverige.